# Великий ковток
The Big Swallow (також під назвою A Photographic Contortion ) — британський німий комічний фільм 1901 року, режисера Джеймса Вільямсона. У стрічці чоловік, роздратований присутністю фотографа, вирішує проблему, проковтнувши його разом із камерою цілком. За словами Майкла Брука з BFI Screenonline, фільм є «одним із найважливіших ранніх британських фільмів, оскільки він був одним із перших, у якому навмисно використовувався контраст між об'єктивом камери та глядачами, які дивляться на фільм». 